# Plombières-lès-Dijon
Plombières-lès-Dijon är en kommun i departementet Côte-d'Or i regionen Bourgogne-Franche-Comté i östra Frankrike. Kommunen ligger i kantonen Fontaine-lès-Dijon som tillhör arrondissementet Dijon. År 2022 hade Plombières-lès-Dijon 2 508 invånare.

## Befolkningsutveckling
Antalet invånare i kommunen Plombières-lès-Dijon
Referens:INSEE